# Marine
 For alternative betydninger, se Marine (flertydig). (Se også artikler, som begynder med Marine)
En marine (også kaldet en flåde eller i Danmark Søværnet) er en nations sømilitære værn. De fleste stater med en kystlinje har en marine. Marinen er ofte yderst forskellig fra hæren og luftvåbnet hvad angår organisering, uniformer og traditioner. Marinepersonel har traditionelt båret marineblå uniformer i vintersæsonen og hvide uniformer i sommersæsonen. I modsætning til hærens og luftvåbnets uniformer er marineuniformer som regel signifikant forskellige mellem officerer og personel på manuelt niveau. I moderne tider har uniformerne dog mange steder antaget en mere praktisk form, således at den daglige uniform ligner hinanden på tværs af graderne.
En moderne marine benytter typisk en kombination af krigsskibe, både og ubåde – foruden luftfartøjer som opererer fra hangarskibe, konventionelle krigsskibe eller fra land.
På land kan en marine råde over flådebaser, kystforter, skoler og radaranlæg.
Nogen mariner råder over marineinfanteri som er specialiseret i amfibiekrigsførelse eller nærforsvar af skibe.

## Nationale mariner
- Argentina: Armada de la República Argentina
- Danmark: Søværnet
- Finland: Suomen merivoimat
- Frankrig: Marine nationale
- Holland: Koninklijke Marine
- Israel: Heyl Ha'Yam
- Norge: Sjøforsvaret
- Storbritannien: Royal Navy
- Sverige: Svenska marinen
- Tyskland: Deutsche Marine
- USA: United States Navy

Historiske mariner
- Italien 1861-1946: Règia Marina
- Nazityskland 1935-45: Kriegsmarine
- Østtyskland 1956-1990: Volksmarine